# ストーミー・マンデイ
ストーミー・マンデイ (Stormy Monday)は、アメリカ合衆国のエレクトリック・ブルース・ギターの先駆者、T-ボーン・ウォーカーが作詞・作曲し、レコーディングした楽曲である。オリジナル・シングルは「Call It Stormy Monday (But Tuesday Is Just as Bad)」のタイトルでリリースされた。ウェスト・コースト・ブルースのスタイルで演奏されるスローな12小節ブルースで、ウォーカーの滑らかで哀愁を帯びたヴォーカルと特徴的なギター・ワークを聴くことができる。
1948年にレコード・チャート入りのヒット曲となっただけでなく、B.B.キングを始めとする多くのミュージシャンにエレクトリック・ギターを弾くきっかけを与えた。「ストーミー・マンデイ」はウォーカーにとって、最も広く取り上げられ、最も知られた楽曲となった。
1961年、ボビー・"ブルー"・ブランドがこの曲を取り上げてポップス・チャート入りさせ、更に広く知られることとなった。ブランドのバージョンでは、その後のカバー・バージョンで一般的となる使用コードが補足された新たな編曲が使われた。彼のバージョンはまた「Stormy Monday Blues」という誤ったタイトルが使われ、その結果ウォーカーでない別のソングライターにロイヤルティーが支払われる結果となった。オールマン・ブラザーズ・バンドは、1971年、彼ら初のライヴ・アルバムとなった『フィルモア・イースト・ライヴ』でこの曲をレコーディングした。彼らのバージョンは8分に及ぶ長い演奏で、更に新たな編曲が施されている。このアルバムが人気を博したことと、彼らのコンサートで演奏されたことにより、「ストーミー・マンデイ」はロック層に浸透することとなった。またラティモアは1973年にこの曲をカバーし、これによってR&B層にも浸透するきっかけとなった。
「ストーミー・マンデイ」はブルースのスタンダード曲の中でも最も知られた楽曲のひとつであり、多くの演奏が存在する。ブルース・ミュージシャンにとって必要不可欠な楽曲というだけでなく、多くのジャズ、ソウル、ポップ、ロックの演奏者のレパートリーにもなっている。この曲はグラミー、ロックンロール、ブルースの各殿堂入りをしているのを始め、全米録音資料登録簿にも登録されている。

## 背景
T-ボーン・ウォーカーは、最も早くエレクトリック・ギターを使ったミュージシャンのひとりであった。1936年頃にロサンゼルスに移住したのち、彼はセントラル・アベニュー沿いのクラブでレギュラーで演奏するようになり、やがて同市のジャズ、ブルース音楽シーンの中心的存在となっていった。彼はレス・ハイトのオーケストラなどジャズ、ジャンプ・ブルースのバンドにおけるシンガーおよびダンサーとしてキャリアをスタートさせたが、1940年には、小編成の自らのコンボを結成してエレクトリック・ギターをプレイしていた。ジャズに影響を受けた彼のブルース・ギターと、ギターを背中で弾き脚をスプリットするショーマンシップは、キャピトル・レコードの目に留まることとなった。
1942年、ウォーカーはロサンゼルスに本社を構える同社の最初のアーティストのひとりとして「Mean Old World」と「 I Got a Break, Baby」をレコーディングした。音楽ライターのビル・ダールはこれらの楽曲について「ブルース・ギターの愛好家に認識され、愛されているT-ボーン・ウォーカーがここで初めて現れており、その流れるようなエレガントなリフおよびメローで研ぎ澄まされたヴォーカルは、後の全てのブルース・ギタリストたちの指標となる基準を設定するものとなった」と記している。その後間もなく、彼のレコーディング・キャリアは1942年から44年までの間に起こった音楽家のストライキ、そしてSPレコードの主たる材料として使用されていたシェラックが、第二次世界大戦のために流用されたことによって中断された。1946年には、ウォーカーはプロデューサーのラルフ・バスおよびブラック&ホワイト・レコードと契約をした。「ストーミー・マンデイ」のレコーディング日についてはいくつかの異なる情報が存在するものの、同曲は「Call It Stormy Monday (But Tuesday Is Just As Bad)」のタイトルで1947年11月にシングル・リリースとなっている。
一方、ビリー・エクスタインがヴォーカルを取ったアール・ハインズと彼のオーケストラのジャズ・シングル「Stormy Monday Blues」は、1942年、ビルボード誌のハーレム・ヒット・パレード・チャートの1位を記録し、同誌ポップ・チャートでも23位となった。同曲の作者は、エクスタイン、ハインズおよびボブ・クラウダーとクレジットされており、ビッグ・バンドの編曲と異なる歌詞が使われ、歌詞の中にはstormyもMondayも登場しない。ウォーカー、ハインズ/エクスタイン双方の楽曲のタイトルにStormy Mondayが含まれているという事実は、これらの楽曲の真の作者が誰であるかについて混乱をもたらした。

## レコーディングと楽曲

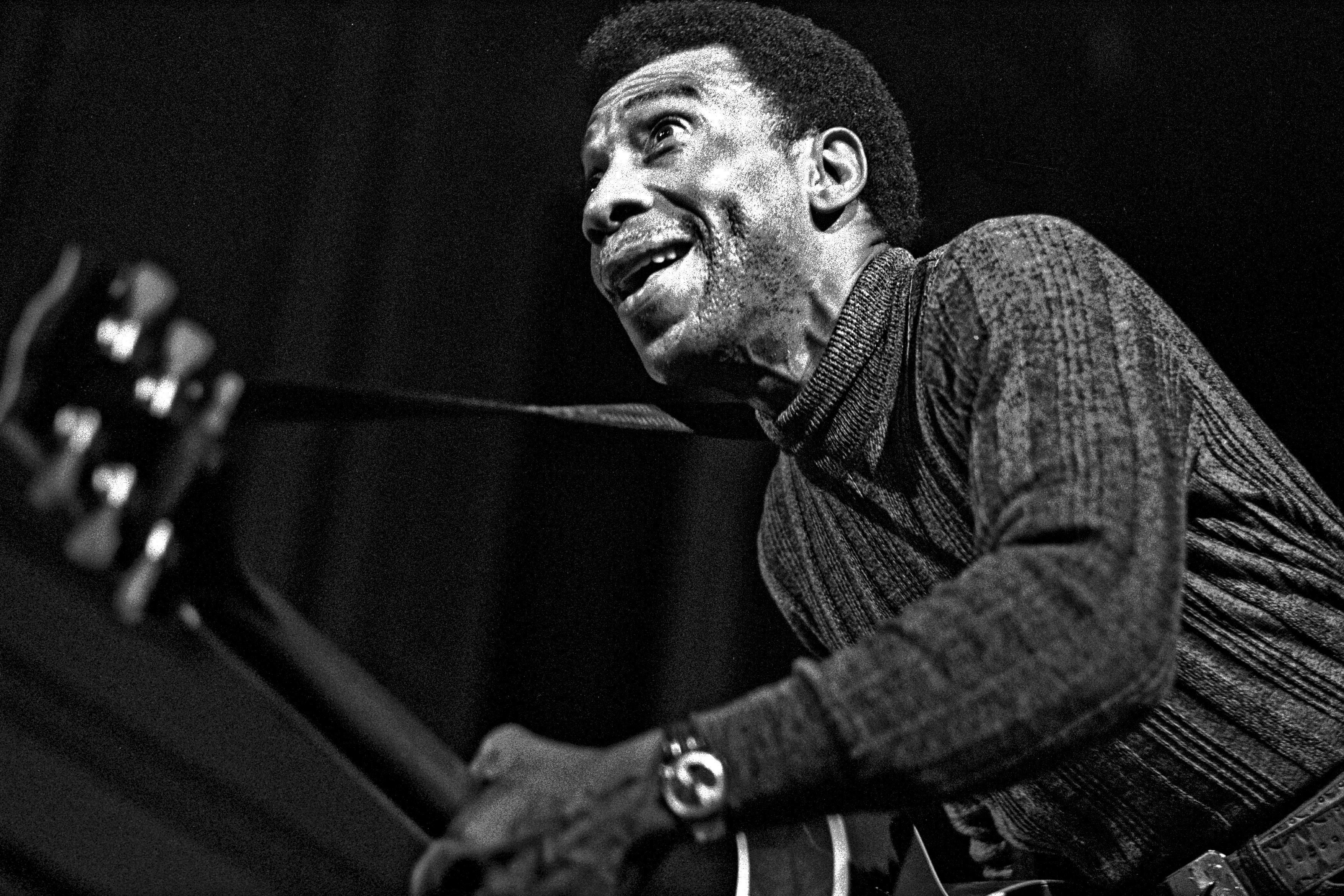
アメリカン・フォーク・ブルース・フェスティバルでのT-ボーン・ウォーカー (1972年)

「ストーミー・マンデイ」のレコーディング日については、いくつかの異なる説が存在する。あるインタビューでウォーカーは「大戦が勃発する直前の」1940年にこの曲をレコーディングした(米国が大戦に参加したのは1941年12月7日)ものの、戦時中の物資の制約によってリリースされなかったと語っている。1940年代初頭にキャピタル・レコードとしたジャーナリストのデイヴ・デクスターによると、ウォーカーはこの曲をエクスタイン/ハインズの楽曲のレコーディング日(1942年3月)以前にレコーディングしたものの、シェラック不足とレコーディング禁止措置の影響でリリースされなかった。しかしながら、ウォーカーのバンドリーダーとしての最初のシングル「Mean Old World」は1942年7月にレコーディングされ、キャピトルによって1945年にリリースとなっているので、この説には矛盾が残る。とあるセッション記録においては、「ストーミー・マンデイ」のレコーディング日について、ウォーカーのブラック&ホワイト・レコードにおける3回目のセッションが行なわれた1947年9月13日と記されている。ブルース・ライターのジム・オニールは、ブルースのディスコグラフィー資料において、1947年以前にこの曲がレコーディングされたことを記したものはないとしている。
この曲のレコーディングはカリフォルニア州ハリウッドにて行なわれ、ブラック&ホワイト・レコードのラルフ・バスがプロデュースを行なっている。「ストーミー・マンデイ」は、「クラブ・コンボ編成」、またはウェストコースト・ブルースのスタイルの小編成のバック・バンドで演奏された。これは1940年代最大のヒット曲のひとつである「Driftin’ Blues」と同様のスタイルであり、当時一般的だったジャンプ・ブルース、ダンスホールのスタイルと比較してよりこじんまりとした音楽の設定を生み出していた。ウォーカーをサポートしたのはピアニストのロイド・グレン、ベーシストのアーサー・エドワーズ、ドラマーのオスカー・リー・ブラッドリー、、そしてホーン・セクションはジョン・"テディ"・バックナー(tp)、ヒューバート・"バンプス"・マイヤーズ(ts)といった面々であった。曲の器楽的な要となっているのはナインス・コードを駆使したウォーカーの卓越したギター・パートで、そのプレイは曲に特徴的なサウンドを与えている。アーロン・スタングは以下のように説明している。「このリフの本当のサウンドは、それぞれのナインス・コードを全音(2フレット)上から始めて、滑り下ろすところにある。この動きを分析するとすれば、最初のコードは技術的にはサーティーンス・コードがナインス・コードまで下りてくるということになる。ギタリストのデューク・ロビラードはこう付け加える：
ギターのコード・ラインはナインス・コードの形だ。これは特徴的なもので、T-ボーンをトレードマークとなった。そして、そのコード・ラインには誰もが虜になったんだと思う。というのも、誰もがそのラインを入れてプレイするからね。これは、「ストーミー・マンデイ」をプレイする場合は、殆ど「こうやらなければならない」という掟に近いものだ。
ウォーカーは単弦でのギター・ソロを12小節分弾いているが、ライターのレニー・カールソンは次のように説明する。「ほぼ中音域にとどまってはいるものの、間合い、フレージング、そしてメロディーの組み立てにおいて、特筆すべき演奏が含まれている」。ここで聴かれるホーン・セクションは、カウント・ベイシーの1930年代のカンサス・シティー・ジャズ・バンドと比較されてきた。
ウォーカーは標準的なI-IV-Vの12小節ブルースの体型をこの曲で使用し、12/8拍子、キーはG、テンポは66bpmで演奏している。歌詞は、失恋した気持ちを一週間を通じて月曜日(「人は嵐の月曜日と呼ぶが、火曜日も同じくらい酷い」)から追って記している。金曜日になると「鷲が飛ぶ」(給料日の比喩的表現)ことにより雰囲気は好転し、土曜日の飲み騒ぎに繋がる。歌詞は日曜日で終わるが、初期のミシシッピのデルタ・ブルース・シンガーたちが使う伝統を踏襲し、「俺は俺の女に夢中だから、彼女を送り返してほしい」と主に助けを乞う形で結んでいる。

## リリースとチャート動向
ブラック&ホワイト・レコードは「ストーミー・マンデイ」を1947年11月にリリースした。同曲はビルボードの「最もかかったジュークボックスのレイス・レコード (Most Played Juke Box Race Records)」チャートに1948年1月24日に初登場。6週間のチャートイン期間で最高位5位を記録した。これは、ウォーカーにとって2番目に大きなヒットとなった。(1947年の「Bobby Sox Blues」は最高位3位であった)。1949年4月30日付のビルボード誌の記事によると、このシングルは1947年にリリースされたにも関わらず、まだブラック&ホワイトの「ストロング・セラー」であり続けた。この記事ではまた、キャピトル・レコードがウォーカーのブラック&ホワイトにおける全てのレコーディング(リリース済、未リリースとも)のマスターを彼の残4年のレコーディング契約を含める形で買い取ることが発表された。その2ヶ月後、キャピトルは同社のレーベルからウォーカーのシングルを再発した。
ウォーカーは彼のキャリアを通じて、この曲をスタジオおよびライヴで何度かレコーディングしている。1956年には、「Call It Stormy Monday」との題名でレコーディングしている。ここでは、ロイド・グレンがピアノ、ビリー・ハドノットがベース、オスカー・ブラッドリーがドラムスを務めている(グレンとブラッドリーはオリジナルの1947年のレコーディングにも参加した)。プロデューサーはネスヒ・アーティガンで、 1959年にアトランティック・レコードからリリースされたウォーカーのアルバム『T-Bone Blues』に収録された。ライターのビル・ダールはこのリメイクについて「豪華」と評し、「ウォーカーがまるで隣に座っているかのようにギターの歯切れがよく、クリアに聞こえる」としている。もうひとつのレコーディングは「Stormy Monday」と題して1968年のブルースウェイ・レコードのアルバム『Stormy Monday Blues』に収録されたものである。また、ボビー・ブランドの1961年のレコーディングに似たコード進行を採用した後年のレコーディングが2008年、NPRの番組『The Sounds of American Culture』シリーズに収録された。

## 評価と影響
1983年、T-ボーン・ウォーカーのオリジナルの「Call It Stormy Monday (But Tuesday Is Just as Bad)」は、ブルース財団が主宰するブルースの殿堂の「ブルース・レコーディングの古典－シングルまたはアルバムのトラック」部門に加えられた。財団に寄稿したジム・オニールはこの曲について「ブルースの歴史上にとどまらず、ギターの歴史において最も影響力のあるレコードである」と評した。1991年、持続的な質あるいは歴史的意義を持ったレコーディングを表彰する グラミーの殿堂にこの曲が加えられた。この曲は1995年、ロックの殿堂の選出する「ロックンロールを形作った500曲」の1曲に選ばれた。アメリカ合衆国の国立録音資料保存委員会は、この曲を「文化的、歴史的、審美的に重要な音声録音資料」として2007年にアメリカ議会図書館の全米録音資料登録簿に追加した。
B.B.キングの伝記の著者、デイヴィッド・マッギーは、この曲を「ブルースの楽曲におけるラシュモア山」と評した。シンガーでライターのビリー・ヴェラは「もしT-ボーンがこの1曲を書き、レコーディングをしたこと以外何もしなかったと仮定しても、アメリカの音楽史における高い地位は保障されたであろう」と述べた。初期のエレクトリック・ブルース・ギターのソロ奏者として、ウォーカーは何世代ものブルース・ミュージシャンたちに影響を与えた。B.B.キングは複数のインタビューにおいて、「ストーミー・マンデイ」こそが彼にエレクトリック・ギターを弾くきっかけを与えてくれた」と述べている: 
私の最大の音楽的な借りはT-ボーンにあります。「ストーミー・マンデイ」が最初の曲だったのです。「人は嵐の月曜日と呼ぶが、火曜日も同じくらい酷い」とT-ボーンは歌いました。そうなんです！あの出だしの歌詞、スリルに溢れる音、彼のギターの最初のサウンド、そして彼の声の響きに心を奪われたのです。私は特に「ストーミー・マンデイ」が大好きでした。そして今日も歌い続けているのです。
音楽ジャーナリストのチャールズ・シャー・マレイによると、同様にウォーカーのこの曲を聴いたことによってエレクトリック・ギターを弾くようになったミュージシャンには他にクラレンス・"ゲイトマウス"・ブラウン、ローウェル・フルソン、アルバート・キングがいる。

## その他アーティストによるカバー
「ストーミー・マンデイ」はブルースのスタンダード曲となっただけでなく、更に広く人を惹きつけている。事実上全てのブルース・ミュージシャンにとって必須曲となっているにとどまらず、普段はブルースの演奏をすることがないようなその他ジャンルの演奏者にも浸透している。その人気の広がりは絶大であり、とある百科事典では「この曲について自分のバージョンを持たないブルースマンが果たしているのだろうか?」と結論付けているほどである。ビリー・ヴェラは「あなたがこうしてこの文章を読んでいるこの間も、誰かがストーミー・マンデイを演奏しているのは間違いない」と記している。

### タイトルについての混乱
タイトルの長さの問題から「Call It Stormy Monday (But Tuesday Is Just as Bad)」は「Call It Stormy Monday」に短縮され、最も一般的なタイトルは「Stormy Monday」となっている。混乱の元となっているのは、ときにこの曲が「Stormy Monday Blues」と表記されることだ。これは、ビリー・エクスタインとアール・ハインズの1942年の楽曲と同じタイトルである。T-ボーン・ウオーカー自身によると、彼は間違えることがないようにと意図して長いタイトルにしたという。しかしながら、他のアーティストがこれらの短いタイトルを使用するようになったことで問題が起こるようになった。ウォーカーはデューク・レコードの社主、ドン・ロビーを非難している。これは、彼がレーベル所属のアーティストのレコードに間違ったタイトルを使ったという主張で、その中には「Stormy Monday Blues」のタイトルでリリースされた1962年のボビー・ブランドのバージョンがあるR&B、ポップスの両チャート入りのヒットとなったブランドのバージョンは、多くのアーティストによってコピーされ、タイトルも多くは間違ったまま使われた。その結果、「Stormy Monday Blues」と題されたものについては支払いはエクスタイン、ハインズ、クラウダーに対して行なわれ、ウォーカーはロイヤルティーの支払いを受けそびれることとなった。ラティモアが出した1973年のヒット・バージョンのタイトルは「Stormy Monday」であったが、シングル盤の作者クレジットは「Hines-Eckstine」と間違って記されていた。

### ボビー・ブランドのバージョン
アメリカ合衆国のシンガー、ボビー・ブランドは「ターン・オン・ユア・ラヴ・ライト」を生んだのと同じ 1961年9月のテネシー州ナッシュヴィルのセッションで、この曲をレコーディングした。ドラマーのジョン・"ジャボ"・スタークスは以下の通り回想している:
T-ボーン・ウォーカーの「ストーミー・マンデイ・ブルース」は元々捨て曲だったんだよ。もうアルバムは出来上がっていたんだけど、ボビー(・ブランド)が言ったんだ「おい、俺はあの曲がやりたいんだ。俺のためだけに一緒にやってくれないか」ってね。俺たちはいいよと言って、腰を下ろしてプレイしたんだ。リズム・セクションだけでね。確かテイクは2つだったと思う。ギター・プレイヤーのウェイン・ベネットは何かを変更したがっていた。ヒューストン出身のハンプ・シモンズは古びたケイ(Kay)のエレクトリック・ベースを弾いていたな。
ブランドは、ウォーカーの編曲をそのままコピーするのとは何か違うことをやる必要があると感じていた。最も特筆すべきは、彼のバージョンでは7小節から10小節にかけて補足するコードが加えられていることである:
| I7 | IV9 | I7 | I7 | IV9 | IV9 | I7–ii7 | iii7–♭iii7 | ii7 | V9 | I7–IV9 | I7–V9 |

このマイナー・コードを使った進行は、ブランドにとって突破口的存在となった1957年の「Farther Up the Road」などいくつかの楽曲で使用されており、その後の多くのアーティストによる「ストーミー・マンデイ」の演奏においても採用されている。ギタリストのウェイン・ベネットは、自身がT-ボーン・ウォーカーとピー・ウィー・クレイトンに影響を受けたとコメントしている。この曲におけるベネットのプレイ自体、デュエイン・オールマンを含む多くのギタリストに影響を与えた。
デューク・レコードがこのブランドのバージョンをリリースした際、不可解にもそれは「Stormy Monday Blues」とタイトルが変更されていた。このシングルはR&Bチャートに13週間ランクインし続け、最高5位を記録した。このレコーディングはまた、ブランドの1962年のアルバム『Here’s the Man!』にも収録され、このアルバムはビルボードのアルバム・チャート53位を記録している。更には「Stormy Monday Blues」はポップス・チャートの43位を記録し、ブランドはテレビの音楽バラエティ番組、アメリカン・バンドスタンドに4回目の出演を果たしてこの曲をダンスする10代の若者の前で歌った。

### オールマン・ブラザーズ・バンドのバージョン

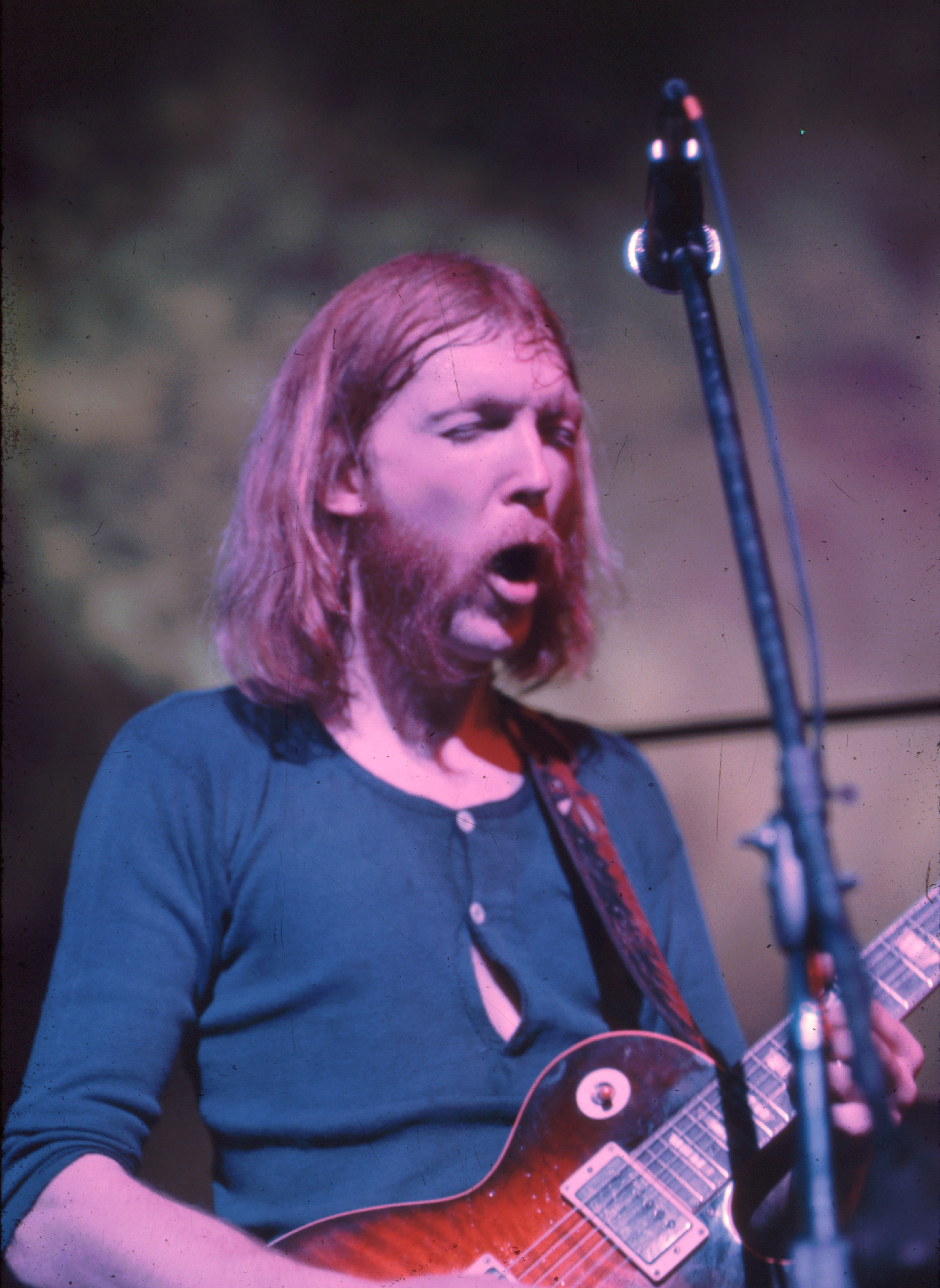
1971年6月26日、フィルモア・イースト(レイト・ショー)でのデュエイン・オールマン

デュエインとグレッグのオールマン兄弟は、彼らの初期のグループ、オールマン・ジョイズで「ストーミー・マンデイ」をプレイし始め、後にオールマン・ブラザーズ・バンドのレパートリーの一部となった。ニューヨークのフィルモア・イースト・コンサート・ホールにおける1971年3月のこの曲の演奏はレコーディングされ、アルバム『フィルモア・イースト・ライヴ』として同年リリースとなった。彼らのバージョンはボビー・ブランドの1961年のレコーディングをベースにしているが、即興ソロを入れて8分に引き伸ばされている。彼らは8小節目の終わりに♭III7コードを加えた。
更に彼らは10小節目のV9コードにIVmin7を、12小節目の1泊目にV augを加えている
エレクトリック・ギターが2本、ベース・ギター、オルガン、そしてドラムスという編成による演奏自体はこのバンドとしては典型的なものであった。しかしながら、テンポがスローであったため他の多くのオールマン・ブラザーズの楽曲とは異なる音楽スタイルを提示している。デュエイン・オールマンが最初のソロを取り、グレッグ・オールマンのオルガン・ソロはジャズ・ワルツ的な感覚に移行、続いてヴォーカルの締めの前にディッキー・ベッツのギター・ソロがプレイされる。当初1971年にリリースされたバージョンでは丁寧なテープ編集により、トム・ドゥーセットのハーモニカ・ソロが省かれているが、1992年リリースの『Fillmore Concerts』では、本来の演奏通りに含まれた形となっている。『フィルモア・イースト・ライヴ』はオールマン・ブラザーズ・バンドにとって、最も人気で色あせることのない作品のひとつとなり、ロック層にとっては、彼らの「ストーミー・マンデイ」こそがこの曲の決定的なバージョンとなった。

### ラティモアのバージョン
アメリカ合衆国のシンガー、ラティモアは1973年に「ストーミー・マンデイ」をレコーディングしている。彼はこの曲をアップテンポなジャズ色に仕上げており、 ルー・ロウルズがレス・マッキャンとの共作名義でリリースしたアルバム『ストーミー・マンデイ』収録の1962年のレコーディングを思い起こさせるものとなっている。しかしながら、音楽ライターのデイヴィッド・ホワイティスによると「勢いに乗ったポップ色のグルーヴとラティモア独自の歓喜に満ちたヴォーカルのまっすぐな響きにより、この古典曲は完全に彼のものとなっている。」当初この曲はシングル・ヒットを想定したプロモーションがなされていなかったが、ラジオの視聴者の反応が非常によく、彼にとって最初の大きなヒットとなった。「ストーミー・マンデイ」は結果的にR&Bチャートの27位、ポップス・チャートの102位を記録しており、ラティモアの自身の名を冠したグレイズ・レコードからのデビュー・アルバムにも収録されている。ブルース財団は2017年のラティモアのブルースの殿堂入りの際に発表したコメントの中で、「ストーミー・マンデイ」が彼の演奏キャリアの中で果たした重要性について記している。